# Cyphostemma stenolobum
Cyphostemma stenolobum är en vinväxtart som först beskrevs av Friedrich Welwitsch och John Gilbert Baker, och fick sitt nu gällande namn av Descoings och Wild & R. B. Drumm.. Cyphostemma stenolobum ingår i släktet Cyphostemma och familjen vinväxter. Inga underarter finns listade i Catalogue of Life.